# البويهج
بويهج  قرية سوريّة تتبع إداريّاً لمحافظة حلب منطقة الباب ناحية عريمة، بلغ تعداد سكانها 607 نسمة حسب التعداد السكاني لعام 2004.